# Вім Крусіо
Вім Крусіо (нід. Wim Crusio; народився 1954) — нідерландський біолог, науковий директор у Національному центрі наукових досліджень (CNRS, Таланс).
Родився у Берген-оп-Зом. В 1979 закінчив університет у Неймегені (Radboud University Nijmegen). 1984 року захистив докторську дисертацію під науковим керівництвом J.H.F. van Abeelen. З 2000 року до 2005 працював професором психіатрії у Массачусетському університеті. Вім Крусіо є автором понад 100 наукових праць.

## Вибрані праці
- W.E. Crusio. Learning and memory: radial maze. In: W.E. Crusio, S. Pietropaolo, F. Sluyter, and R.T. Gerlai (Eds.) Handbook of Behavioral Genetics of the Mouse. Vol. 1. Genetics of Behavioral Phenotypes. Cambridge University Press, Cambridge, United Kingdom, in press, 2011.
- W.E. Crusio. Exploratory behavior. In: W.E. Crusio, S. Pietropaolo, F. Sluyter, and R.T. Gerlai (Eds.) Handbook of Behavioral Genetics of the Mouse. Vol. 1. Genetics of Behavioral Phenotypes. Cambridge University Press, Cambridge, United Kingdom, in press, 2011.
- W.E. Crusio, G. Genthner-Grimm, and H. Schwegler. A quantitative-genetic analysis of hippocampal variation in the mouse. Journal of Neurogenetics 3: 203-214, 1986; reprinted in Journal of Neurogenetics 21: 197-208, 2007
- W.E. Crusio, H. Schwegler, and H.-P. Lipp. Radial-maze performance and structural variation of the hippocampus in mice: A correlation with mossy fibre distribution. Brain Research 425: 182-185, 1987.
- W.E. Crusio, H. Schwegler, and J.H.F. van Abeelen. Behavioral responses to novelty and structural variation of the hippocampus in mice. II. Multivariate genetic analysis. Behavioural Brain Research 32: 81-88, 1989.

## Виноски
1. ↑  Wim E. Crusio: Curriculum Vitae (PDF). Архів оригіналу (PDF) за 7 листопада 2017. Процитовано 23 лютого 2012.
2. ↑  Curriculum Vitae. Архів оригіналу за 30 січня 2017. Процитовано 23 лютого 2012.